# Баркача (Ређо Емилија)
Баркача је насеље у Италији у округу Ређо Емилија, региону Емилија-Ромања.
Према процени из 2011. у насељу је живело 657 становника. Насеље се налази на надморској висини од 127 м.